# Wola Matiaszowa
Wola Matiaszowa est une localité polonaise de la gmina de Solina, située dans le powiat de Lesko en voïvodie des Basses-Carpates.